# Jacob Rothschild, 4.º Barão Rothschild
Nathaniel Charles Jacob Rothschild, 4.º Barão Rothschild, OM, GBE, MAB (Berkshire, 29 de abril de 1936 – 26 de fevereiro de 2024), foi um banqueiro, investidor, filantropo britânico e membro da proeminente família Rothschild de banqueiros.

## Vida
Foi educado em Eton College e então em Christ Church, na Universidade de Oxford, onde formou-se em História com honras da primeira-classe.
Jacob trabalhou para o banco da família, N M Rothschild & Sons, em Londres, antes de renunciar seu cargo em 1980, por causa de uma disputa familiar. A presidência do banco não tinha sido passada para seu pai, que escolheu seguir uma carreira científica, mas sim para seu primo Sir Evelyn Robert de Rothschild, e Jacob sentiu que suas aspirações seriam impedidas por este arranjo. Ele então estabeleceu seu próprio negócio de investimentos, RIT Capital Partners plc, cujas ações estão na Bolsa de Valores de Londres. A Lista dos Ricos do Jornal Sunday Times de 2005 estimou sua fortuna pessoal em 5 bilhões de dólares.
Em 1961, Rothschild casou-se com Serena Mary Dunn, neta do financista canadense James Hamet Dunn, e tiveram juntos quatro filhos:
- Hannah Mary Rothschild, nascida em 1962.
- Beth Matilda Rothschild, nascida em 1964.
- Emily "Emmy" Magda Rothschild, nascida em 1967.
- Nathaniel Philip Victor James Rothschild, nascido em 1971.

Em 2002, Lord Rothschild foi apontado um membro da Order of Merit.

## Negócios e conexões
Foi um acionista da Rothschild Continuation Holdings, uma sociedade gestora de participações sociais para os interesses de Rothschild baseada na Suíça. A sociedade tem posições em muitos dos negócios da família, inclusive o banco N M Rothschild & Sons. Depois de sair do banco, Jacob Rothschild construiu uma série de bem-sucedidas companhias de seguro, de investimentos e bancárias, tais como Five Arrows, St James's Place Capital, a qual ele administrava com Sir Mark Weinberg, e J Rothschild Assurance. Em 1989, ele juntou forças com Sir James Goldsmith e com Kerry Packer, num lance fracassado para comprar a British American Tobacco. Seu último principal interesse de negócios foi a RIT Capital Partners plc, uma companhia de administração de investimentos com uma portfólio de produtos, projetos, serviços e marcas de 700 milhões. Recentemente, fundou a Spencer House Capital Management LLP ao lado de Richard Horlick (ex-CIO da Schroders). Jacob Rothschild também detinha vários outros capitais de risco e interesses de propriedade. No dia 17 de novembro de 2003, o barão Rothschild tomou seu posto como presidente-deputado da British Sky Broadcasting (BSkyB).
Jacob Rothschild tinha cultivado um influente grupo de clientes, associados de negócios e amigos que estenderam seus interesses além do campo normal de ação de um banqueiro. Foi um amigo íntimo e pessoal da falecida Diana, Princesa de Gales e mantinha ligações fortes de negócios e pessoais com Henry Kissinger.
Sua mansão campestre tem sido uma parada de visita regular para chefes de Estado, como os
presidentes Ronald Reagan e Bill Clinton. A ex-primeira-ministra Margaret Thatcher recebeu o presidente francês François Mitterrand lá em 1990. Ele organizou uma conferência de Távola Redonda da Economia Européia em 2002, na qual compareceram figuras da sociedade, como James Wolfensohn (ex-presidente do Banco Mundial), Nicky Oppenheimer, Warren Buffett e Arnold Schwarzenegger.
Rothschild também tinha grandes interesses financeiros na Rússia, sendo amigo de Mikhail Khodorkovsky.

## Atividades filantrópicas
Lord Rothschild foi presidente dos fundos da Galeria Nacional de Londres de 1985 a 1991 e, de 1992 a 1998, Fundo Memorial do Patrimônio Nacional. Foi especialmente um membro ativo do projeto para restaurar a Somerset House, ajudando com o seguro da Coleção Gilbert e assegurando o futuro do Instituto Courtauld de Arte. Como um projeto privado, foi responsável pela restauração da Spencer House, uma das mais finas mansões londrinas (e sobreviventes) do século XVIII, adjacente a seus próprios escritórios.
Em 1988, Jacob herdou de sua tia, Dorothy de Rothschild, as propriedades de Waddesdon e de Eythrope em Buckinghamshire, e começou uma próxima associação com Waddesdon Manor, que foi legada em 1957 ao National Trust por seu tio, James Armand de Rothschild.
Em 1993, juntou-se a John Sainsbury, Barão Sainsbury de Preston Candover, para criar a Fundação Butrint, que tem como objetivo conservar a área arqueológica de Butrint, na Albânia, perto de sua residência em Corfu.
Foi um fiduciário da Open Russia Foundation, uma entidade baseada no Reino Unido desde 2001 que recebe ajuda da YUKOS.
Lord Rothschild tinha ainda interesses em Israel, tendo sido presidente da fundação familiar Yad Hanadiv, que deu os edifícios da Knesset e do Supremo Tribunal ao país, e presidente do Instituto de Pesquisa da Polícia Judaica.

## Trivialidade
- Possuía uma coleção pessoal de 15 mil garrafas de vinhos Rothschild que datam de 1870.

## Morte
Jacob morreu no dia 26 de fevereiro de 2024, aos 87 anos.